# Битва у реки Бурбиа
Битва у реки Бурбиа — произошла в 791 году между войсками Королевства Астурия, которыми командовал король Бермудо I, и войском Кордовского эмирата во главе с Юсуфом ибн Баджтом. Причиной сражения стали поддерживаемые Хишамом I рейды гази против христианских повстанцев северной части Пиренейского полуострова. Бой состоялся возле реки Бурбиа, на территории современного муниципалитета Вильяфранка-дель-Бьерсо. Войска Королевства Астурия потерпели поражение.

## Битва
Эмир, пытаясь завоевать Королевство Астурия, организовал две армии. Первая армия должна была напасть на Галисию, а вторая вторгнуться в провинцию Алава в Стране Басков. На обратном пути в Кордову армия эмирата, отягощённая награбленным, была атакована из засады войсками Бермудо I. Войска эмира под общим командованием генерала Юсуфа ибн Баджта сумели успешно отбить атаку и сами перешли в наступление, разгромив противника.

## Последствия
Поражение Астурийской армии привело к отречению короля Бермудо I в пользу Альфонсо II, сына бывшего короля Астурии Фруэлы I Жестокого, внука Альфонсо I Католика и Дона Пелайо. Первое, что сделал Альфонсо, было перенесение столицы из Правии в город Овьедо, древнюю римскую колонию. Он был коронован 14 сентября 791 года по обряду коронования бывших вестготских королей Толедо.
Сам же Бермудо вновь принял духовный сан, оставшись при дворе Альфонсо II советником. Он умер в 797 году. «Хроника Альбельды» называет Бермудо «милосердным и набожным» человеком.
Это поражение отсрочило Реконкисту на много лет.